# Hodites (Kentaur)

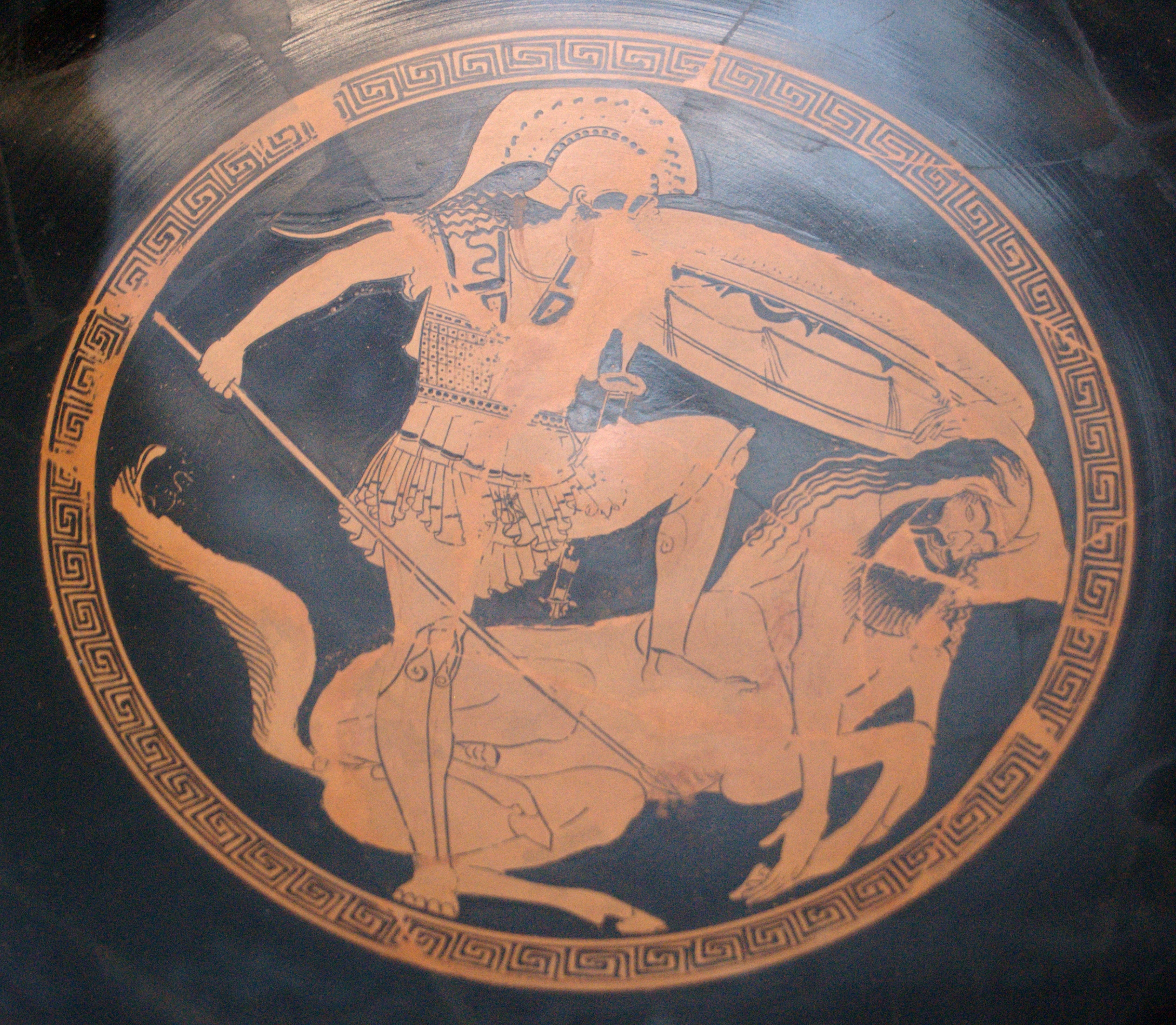
Kylix (Gefäß), 5. Jh. v. Chr., Kentaur am Boden

Hodites ist ein Kentaur der griechischen Mythologie. Er wird in der Kentauromachie auf der Hochzeit des Peirithoos vom Lapithen Mopsos getötet. Einzige Quelle ist das zwölfte Buch der Metamorphosen des Ovid.

## Name
Der Kentaurenname kommt vom griechischen ὁδίτης, hodítēs; das ist einer, der sich im Gebirge aufhält und wandert. Es gibt zwei etymologische Erklärungen.
Roscher: „Der ... ganz singuläre und deshalb anstößige Name des Hodites lässt sich sehr leicht in den durchaus passenden Orites (Ὀρείτης, Oreítēs) verwandeln.“ Oreítēs zielt ab auf den etymologischen Kern ὄρος, óros (Berg, Gebirge) und auf das adjektivische οὔρειος, oúreios (einer, der sich im Gebirge aufhält), siehe den Artikel Oureios. Er wäre dann der „Gebirgsbewohner“, was dem Wohnsitz der Kentauren in den waldreichen Bergen im Land der Lapithen entspricht.
Bömer: „Die Annahme, dass der Name aus Orites = Oreios entstellt sein könnte ... ist unbegründet.“ Dann wäre er der „Wanderer“, was zu den Kentauren ebenfalls passt, streifen sie doch jagend durch die Wälder Thessaliens und steigen in die Ebenen hinab, um Lapithen zu überfallen und vorbeiziehende Hellenen mit Raub zu bedrängen.
Die Namensvariante Odites ohne Spiritus wird überliefert und in älteren Nachschlagwerken und Übersetzungen eingesetzt, konnte sich aber nicht durchsetzen. Die Konjektur zu Orites (siehe oben) ließe sich mit ihr leichter begründen.

## Mythos
Ovid lässt Nestor vor Troja den Kampf der Lapithen mit den Kentauren erzählen, war er doch selbst dabei. Er will seine Zuhörer, darunter Achill, beeindrucken und reiht eine spektakuläre Kampfszene an die andere, darunter auch Mopsos' Lanzenattacke gegen Hodites.

### Text
456 ... Mopso iaculante biformis

occubuit frustraque loqui temptavit Hodites

ad mentum lingua mentoque ad guttura fixo. (Ovid)
456 ... Nachdem Mopsos (die Lanze) geworfen hatte, / ging der Doppelleibige (Kentaur) zu Boden und Hodites versuchte vergeblich zu sprechen, / weil die Zunge am Kinn und das Kinn an der Kehle festhing. (Eigenübersetzung in Prosa)
456 ... Der doppelgestalt’ge Hodites

sank durch Mopsus’ Geschoß und suchte vergeblich zu reden,

weil ihm die Zung ans Kinn und das Kinn an die Gurgel gespießt war.

(Übersetzung Suchier)

### Interpretation
Das Anheften von Körperteilen (Vers 458) ist ein typisches Motiv epischer Kampfgestaltung und wird hier mit drei Körperteilen (Zunge, Kinn und Gurgel) noch auf die Spitze getrieben.
Vers 458 enthält ein kleines poetisches Kunststück, denn das Antackern wird rhetorisch gesteigert und betont. Die elliptische Auslassung nach lingua (Zunge) muss gedanklich mit einem fixa (angeheftet) ergänzen werden und steht mit dem vorgeschalteten Nomen mentum parallel zum folgenden mento ... fixo (das Kinn wurde angeheftet). Außerdem ist der Parallelismus mentum lingua – mento guttura (Kinn Zunge – Kinn Gurgel) mit den präpositionalen Ausdrücken ad mentum, ad guttura zusätzlich chiastisch angeordnet: ad mentum lingua X mento ad guttura (an das Kinn die Zunge X das Kinn an die Kehle). 
Mit dieser Schilderung und mit seinem Namen wird der Kentaur aus der Herde herausgehoben, mehr aber noch sein Bezwinger Mopsos, der auf diese spektakuläre Weise seinen Tod herbeigeführt. Die Brutalität wird rhetorisch verfeinert und auf angenehme Weise dem Leser näher gebracht.